# Zachaenus
Zachaenus é um gênero de anfíbios da família Cycloramphidae.
As seguintes espécies são reconhecidas:
- Zachaenus carvalhoi Izecksohn, 1983
- Zachaenus parvulus (Girard, 1853)